# Kūh-e Āteshkadeh
Kūh-e Āteshkadeh (persiska: كوهِ آتِشگاه, کوه آتشکده, Kūh-e Āteshgāh) är ett berg i Iran.   Det ligger i provinsen Kermanshah, i den nordvästra delen av landet, 500 km väster om huvudstaden Teheran. Toppen på Kūh-e Āteshkadeh är 2 261 meter över havet. Kūh-e Āteshkadeh ingår i Kūh-e Hīlāv.
Terrängen runt Kūh-e Āteshkadeh är bergig norrut, men söderut är den kuperad.Runt Kūh-e Āteshkadeh är det ganska glesbefolkat, med 34 invånare per kvadratkilometer. Närmaste större samhälle är Pāveh, 4,3 km norr om Kūh-e Āteshkadeh. Trakten runt Kūh-e Āteshkadeh består i huvudsak av gräsmarker.